# Distrito de Nagykőrös
El distrito de Nagykőrös (húngaro: Nagykőrösi járás) es un distrito húngaro perteneciente al condado de Pest.
En 2013 tiene 27 824 habitantes. Su capital es Nagykőrös.

## Municipios
El distrito tiene una ciudad (Nagykőrös) y 2 pueblos (población a 1 de enero de 2013):
- Kocsér (1859)
- Nagykőrös (24 016) – la capital
- Nyársapát (1949)